# ملعب بانك ستريت
ملعب بانك ستريت، ملعب كرة قدم إنجليزي سابق، وقد كان يلعب فيها نادي مانشستر يونايتد.